# بيدرو كاري
بيدرو كاري (بالبرتغالية: Pedro Cary‏) هو لاعب كرة الصالات ‏ برتغالي، ولد في 10 مايو 1984 في فارو في البرتغال.

## وصلات خارجية
- بيدرو كاري على موقع الاتحاد الأوربي (الإنجليزية)